# Георгиос Галацянос
Георгиос Галцянос (на гръцки: Γεώργιος Γαλατσάνος) е гръцки революционер, участник в Гръцката война за независимост.

## Биография
Роден е около 1795 година в халкидическото македонско село Галатища и затова носи прякора Галацянос, тоест Галатищки. При избухването на Гръцката революция в 1821 година взима участие в сраженията. В периода 1831 – 32 е войник в гарнизона на остров Скопелос. След войната се установява в Аталанти, удостоен е с орден за храброст.